# 介護離れ
介護離れ（かいごばなれ）とは、高等教育機関（大学・専門学校）への進学を検討している学生が、介護福祉学科などの介護職員を養成する学科への進学を敬遠するか、または現在介護関係の職業（介護福祉士、社会福祉士など）に就いている者が現職を離れ、別の職種へ転職するなどにより、介護職に従事する人口そのものが減少すること。

## 概要
介護離れの主な原因として、以下の理由から｢割に合わない職業｣と見られていることが挙げられる。
- なるのが大変 - 介護へ就くには、介護福祉士や社会福祉士などの国家資格を取得しなければならない。
  - 医療や福祉の国家資格は高卒～大卒以上、または（中卒も可の場合）相当の学力がなければ容易に取得できない。
- 仕事がキツい - 交代勤務で24時間途切れず監視ないし待機する必要があるため、休日が不規則になる（または非番の日に代理の出勤を命ぜられる、イレギュラーも発生する）。
  - 年中無休で稼働する現場にもかかわらず、完全週休2日制が導入されておらず、職員の就労意欲（モチベーション）の維持が困難。
- 稼げない - 肉体的・精神的負担の大きい重労働の割りに、低賃金である。

介護職を養成する教育機関では定員割れの悪化などから、該当する学科やコースの募集停止や別の分野への改組が相次いでいる。
介護職は、厳密には民間企業などが開講している介護職員初任者研修（旧ホームヘルパー2級）を修了すれば、介護職員としてのスタートラインに立つことができる。そして、施設で実務経験を重ね、国家資格取得を目指してステップアップしてゆくという流れになる。この中では、基本的に学歴は問われないし、今後の日本のさらなる少子高齢化社会と若年者の人手不足に備えるという意味でも介護職員の増員は待ったなしの課題である。
ところが、介護職員としてのスキルアップの道半ばで精神的・肉体的に疲労が許容範囲を超えたり、体を壊したり、割に合わないと感じて離職するケースが後を絶たない。
また、介護福祉士の資格取得のハードルが高いことを指摘する声もある。
日本政府は、深刻化する介護・福祉分野の人材不足を解消すべく様々な手を打っているが、団塊の世代が全員75歳以上になる2025年には、介護労働者が約30万人不足するという予測が厚生労働省から出ている。

### 介護業界の人材について
公益財団法人 介護労働安定センターによる令和3年度介護事業所全体における人材の過不足状況調査によると、「大いに不足」「不足」「やや不足」といった不足感を感じている事業者が、60％を超えている事が分かった。また、職種別の不足感では、訪問介護職員が80.6％と高く、介護職員も60％を超える結果となった。
次に、介護職に従事する職員の離職率は、令和3年度の離職率が14.3％である。これは、離職率の一番高かった平成19年度の21.1％から、ほぼ毎年離職率が下がっており、離職率には改善の傾向がみられる。

### 介護休業・介護休暇制度について
日本では、「育児休業、介護休業等育児又は家族介護を行う労働者の福祉に関する法律」にもとづいて、仕事と介護の両立をサポートするための介護休業・介護休暇制度がある。介護休業・介護休暇制度とは、 2 週間以上の期間にわたり常時介護を必要とする状態にある対象家族を介護するための休業を取得できる休暇制度である。
「育児休業、介護休業等育児又は家族介護を行う労働者の福祉に関する法律」第1２条により、事業者は労働者の介護休業の申し出を断ることはできない。しかし、介護休業を取得した時の給与の支払いの規定はなく各企業に委ねられているため、給料の何％かを保障する企業もあれば全く無給の企業もある。
厚生労働省による「令和元年度雇用均等基本調査」によると、令和元年の介護休業制度の規定がある事業所の割合は全体で70.9％であり、事業所の規模別にみると規模の小さい事業所ほど、介護休業制度の規定がある事業所の割合は少ない。また、介護休業中の金銭支給状況は、金銭の支給を行う事業所が全体の13.5％であり、金銭の支給がない事業所の割合は86．5％であることが分かった。また、介護休業の取得率に着目すると、平成30年４月１日から平成 31 年３月31日までの間に介護休業を取得した者がいた事業所の割合は 2.2％である。介護休業制度を利用した労働者は非常に少ない。実際、仕事と介護を両立することが難しく、仕事を退職する介護離職をする人は2018年と2019年に10万人を超えており、介護休業制度の普及が進んでいない、または機能していないのが一因である。